# 憂鬱な朝
『憂鬱な朝』（ゆううつなあさ）は、日高ショーコによる日本のボーイズラブ漫画作品。ドラマCD化もされている。

## 概要
明治時代を舞台とした日高ショーコ初の長編時代物。
時は明治、華族令が制定され新華族と旧華族が混在する時代。久世暁直子爵は鎌倉の別邸で妻寿美子の亡くなった半年後、後を追うように急逝。10才で唯一の嫡男暁人は子爵位を襲爵するため母寿美子と執事の田村と共に過ごした鎌倉の地を後にし、田村と共に東京麻布にある豪華な洋邸、久世子爵本邸に移り住む事となった。
父暁直から「全て桂木に従いなさい」と唯一の遺言を残されていた暁人にとって頼れるのは、久世家の全権限を与えられている家令兼教育係の桂木だけであった。対面した桂木の第一印象は想像していたよりもずっと若く背の高い洋装の似合う手の大きな男性。翌日暁人のお披露目の食事会に久世家より家格がはるかに上の招待客が訪れたのは桂木の功績によるもので、社交界では人気者で一目置かれる存在だった。彼は暁人に対し常に当主としてふさわしくあることを求め、厳しい英才教育を施される日々が始まる。
どんなときも完璧に振る舞い冷ややかな眼差しを崩さない桂木に様々な感情を抱きながら暁人は青年へと成長し、やがてふたりの関係は大きな変化を迎える。

## 登場人物
久世 暁人（くぜ あきひと）
久世暁直子爵唯一の直系嫡男。永く子供に恵まれなかった父暁直にとっては30才を過ぎてから誕生した待望の嫡子。
母寿美子が病弱だったため、鎌倉の久世子爵別邸で生まれ育つ。先に母が逝去し、その半年後父も「全て桂木に従いなさい」という言葉を残し急逝したため東京麻布の本邸に居を移し、わずか10才にして子爵位を襲爵した若き当主。
家令兼教育係である桂木智之から久世家の家格を上げ、次世代を生き抜く教育を厳しく受けて育つ。
幼い頃から自分に冷たく、時には憎しみすら感じるような態度をとる智之に対し畏怖や反発の気持ちを持ちながらも、いつも毅然とした智之の姿に尊敬や憧れの念も強く持ち、智之に認められたいという思いがいつしか恋心に変わっていく。
華族としてのプライドが高く身分の低い者を見下していた父親とは違い、家柄や地位に拘らない柔軟で広い視野を持ち、素直で才色兼備な心優しき青年に育つ。
17才の時に半ば強引に智之と肉体関係（攻め）を持ってしまう。その後も爵位に執着のない暁人に対し、「生涯仕えると誓う代わりに久世家のため先代暁直の望みであった伯爵以上に爵位を上げる」という条件を出した智之に同意する形で関係が続くが、徐々に智之が暁人の強く激しい愛を受け入れ、互いになくてはならない大切な存在になっていく。当主としての立場と智之への愛の狭間に立ちもがき苦しむが、どんな状況に陥っても智之を愛し共に生きていきたいと願っている。
桂木 智之（かつらぎ ともゆき）
久世家の女系分家である桂木家の三男。長く嫡男が出来なかった久世暁直が、後に久世家の後継ぎとするため9才の時に東京麻布の久世子爵本邸に引き取り、厳しく英才教育を施した怜悧な美貌の青年。
久世家と先代暁直に対する忠誠心が強く、常に冷静沈着で先見の明に優れ、財政や経済にも精通し、様々な駆け引きや時に男女問わず色仕掛けまで使い久世家の家格を上げ存続させていくことに力を注いでいる。
11才の時に嫡男である暁人が誕生し後継ぎ候補ではなくなっても利発な智之は桂木家に戻される事なく久世家に置かれていたが、直系嫡出の血筋に強い拘りを持つ暁直に、ある時実は新橋の一流芸者から産まれた妾腹の庶子であった事が知れる事となり、その時から突然人が変わったように冷遇され身分も使用人に格下げされ、またいつか暁直に認められ必要とされたいとどんなに努力しても久世家の籍にも入れてもらえず、生家である桂木家に帰る事も叶わなかったという辛い仕打ちを受けながら育った過去がある。学院では学年一優秀であるにもかかわらず、平民は華族より秀でてはいけないという暁直の言葉により、首席のまま卒業することも帝大に進学することも許されなかった。
21才の時、暁直が急逝し遺言により暁人が本邸に入り襲爵するにあたり、暁人が成人するまで久世家の全管理を任された家令兼教育係となり、久世家のため自分が暁直から受けた教育同様に暁人を厳しく育てる。
暁人が本邸に入った当初は、自分が仕えているのは暁人ではなく久世家と先代暁直という思いが強く、自分が継承するはずだったものを奪い、生まれた時から全て持っていた暁人を憎み、自分が暁直に受けた仕打ちと同じように暁人から全てを奪い返すという企てを抱いていた。
暁人に強引に肉体関係（受け）を持たされ、その後爵位を上げるという取り引きで関係を続けることになった時は暁人の愛に戸惑い、若さゆえの一時的な欲望と捉えていたが、今まで見返りを求められたり、利用し合う関係しか知らなかった智之に対し、ただひたすら智之を思い無償の愛を捧ぐ暁人の思いに触れ、初めて本当の愛を知り憎しみの心は癒え、いつの間にか暁人を深く愛している自分に気付き思い悩む。自分の存在が久世家にとって足枷になる事に苦悩しながらも暁人が誰よりも大切な存在となり、生涯をかけて守り抜いていく。
石崎 総一郎（いしざき そういちろう）
一代で財を成し成金と呼ばれた石崎財閥当主石崎総右衛門の嫡男で久世暁人の学院の同級生。
華族出身が多い学院で成金商人の息子と蔑まれているが本人は爵位に興味がなく、華族や上流階級の親族である他の同級生との付き合いには辟易している。暁人とは気が合い、お互いを思い苦言を呈したり、時には殴り合いのケンカもする親友。
暁人の桂木智之に対する執着から暁人は智之が好きだと早くから気付いていたが、当主としての後継ぎ問題や智之が久世家安泰のために暁人の恋心すら利用していると疑い二人の関係には反対し、自分と暁人との交流さえも久世家の有益のためと考えている智之を嫌っていた。
しかし二人がそれぞれ本人が望まぬ方向へ進んでいるのはお互いを思い合ってのことであり、本当は智之も暁人を深く愛し大切に思っていることに気付き、心から二人を助けたいと思うようになる。
強くお互いを思い合うゆえに矛盾した言動を取る２人に何度も忠告している。
後に智之の自分に対する厳しさも全て総一郎を思っての事であり、諦めていた恋仲の芸者小ふさと婚約出来たのも実は全て智之の力添えであった事を知り、智之に強い尊敬と感謝の念を持つようになる。暁人と智之の幸せを願い見守っていく。
久世 暁直（くぜ あきなお）
久世暁人の父親で先代の久世子爵。
暁人が10才の時に先に逝去した妻寿美子の半年後、後を追うように暁人が成人するまでの全てを智之に託して亡くなる。
英国への留学経験があり頭脳明晰、洗練されたおしゃれな紳士だったが、プライドが高く家格や直系嫡子に拘り、妾腹の庶子だった腹違いの弟とその母親を絶縁するなど家柄や出自の低い者を威圧的に見下し、また相場での金儲けも上手かったため下品と影口を叩かれるなど、潜在的に敵や嫌う者も多かった。
女道楽が激しく妾を抱えて母に寂しい思いをさせていた父直弥を嫌い、一夫一妻を貫き病弱な妻を大切にしていた。暁人が誕生してからは頻繁に鎌倉の別邸に通い最期は鎌倉の地で迎えた。暁人にはいつも優しい父親だった。
雨宮 林三郎（あまみや りんざぶろう）
帝大出身アメリカ帰りの弁護士で久世暁直当主時代の久世家の書生。
久世家の旧領地の下級士族の三男だったが、暁直の目に留まり久世家の書生となり帝大を卒業し弁護士となったため、暁直には深い恩義を持っている。書生時代は桂木智之の教育にも関わっており、次代当主の家令として仕えるよう暁直の命を受けていた。渡米し10年後、暁直の命令通り久世家の家令になるために日本に帰国したが、嫡男の久世暁人が当主となり子爵を襲爵していた。
暁直と幼い時から聡明且つ優秀だった智之に心酔しており、当初暁人に対し懐疑的で智之の出生の秘密を暴き、智之に久世家を襲爵させる計画を練っていたが、それが智之を追い詰める結果となってしまう。暁人の当主としての資質を認めてからは久世家の家令となり有能な片腕となっていく。
家令として久世家存続のために暁人と智之の関係を否定し憂いながらも、二人の愛と絆の強さに半ば諦めながら応援していく。
桂木 高之（かつらぎ たかゆき）
久世家の女系分家である桂木家の嫡男で三兄弟の長男。桂木銀行の頭取。
いつまでも久世家に仕える家臣としての立場を続ける父高正に不満を抱いており、優れた経営能力を持つ。
桂木 浩之（かつらぎ ひろゆき）
三兄弟の次男。兄と智之の間を取り持つなど、心優しい面がある。自分には兄や智之のような経営能力や才能はないと自覚しているが、補佐的な役割を担う事が多く、有能なNO.2。
石崎 総右衛門（いしざき そううえもん）
一代で大財閥となった石崎財閥創始者。平民出身のため爵位や家柄はないが商人としての資質は大きい。財を成す切っ掛けを作ったのは暁直からの投資であり、平民に対して尊大な態度を取る暁直を心底嫌っていたが恩義も持っている。家柄や身分に拘りを持たない暁人を気に入っている。智之の手腕を高く評価しており、久世家後見の見返りに智之を石崎財閥の大番頭に抜擢するが、それは石崎財閥のためではなく久世家と暁人を守るためであると分かっているため、不満を持っていた。
久世家との合資会社を設立する。
西園寺 重之（さいおんじ しげゆき）
森山 喜世子（もりやま きよこ）

## 書籍情報
- 作者：日高ショーコ 『憂鬱な朝』徳間書店 〈Charaコミックス〉全8巻
  1. 2009年3月25日発売、ISBN 978-4199604027
  2. 2010年7月10日発売、ISBN 978-4199604430
  3. 2011年5月25日発売、 ISBN 978-4199604782
  4. 2012年7月25日発売、ISBN 978-4199605192
  5. 2014年1月25日発売、ISBN 978-4199605772
  6. 2015年10月3日発売、ISBN 978-4199606472
  7. 2016年11月25日発売、ISBN 978-4199606977
  8. 2018年10月25日発売、ISBN 978-4199607714
- 日高ショーコ 『憂鬱な朝 NOBLE COLORS』（スペシャルBOOK）徳間書店 〈Charaコミックス〉
  1. 2019年3月25日発売、ISBN 978-4198648046

## ドラマCD
ドラマCDは全６巻
- 『ルボー・サラウンドコレクション ドラマCD 憂鬱な朝1』マリン・エンタテインメント 、2010年09月23日発売、MMCC-3156 再販盤：2019年06月27日発売、MESC-0264
- 『ルボー・サラウンドコレクション ドラマCD 憂鬱な朝2』マリン・エンタテインメント、2011年09月22日発売、MMCC-3169 再販盤：2019年06月27日発売、MESC-0265
- 『ルボー・サラウンドコレクション ドラマCD 憂鬱な朝3』マリン・エンタテインメント 、2012年12月21日発売、MMCC-3173 再販盤：2019年06月27日発売、MESC-0266
- 『ルボー・サラウンドコレクション ドラマCD 憂鬱な朝4』マリン・エンタテインメント 、2016年06月23日発売、MMCC-3199 再販盤：2019年06月27日発売、MESC-0267
- 『ルボー・サラウンドコレクション ドラマCD 憂鬱な朝5』マリン・エンタテインメント 、2017年09月21日発売、MMCC-3216 再販盤：2019年06月27日発売、MESC-0268
- 『ルボー・サラウンドコレクション ドラマCD 憂鬱な朝6』マリン・エンタテインメント 、2019年04月10日発売、MESC-0257

担当声優

久世暁人：羽多野渉

桂木智之：平川大輔

石崎総一郎：前野智昭

雨宮林三郎：吉田裕秋

桂木高之：宮林康

石崎総右衛門：金光宣明

久世暁直：松山鷹志

森山嘉世子：紗倉のり子

西園寺重之：小野友樹

久世直継：谷昌樹

桂木高正：大羽武士

森山侯爵：岡和男

佐条俔子：渡部由佳

桐生琴子（小ふさ）：吉川慧

久世直矢：吉川慧

知津：野首南帆子

田村：上田燿司

千代野：大福弓子

きく：山本留里佳

他

## 受賞
- 『このBLがやばい！2012年度版』（宙出版）  第４位
- 『このBLがやばい！2013年度版』（宙出版）  第２位
- 『このBLがやばい！2015年度版』（宙出版）  第10位
- 『このBLがやばい！2017年度版』（宙出版） 第１位
- 『このBLがやばい！2018年度版』（宙出版）  第８位
- 『このBLがやばい！2020年度版』（ネクストF） 第２位
- 『第1回 BLアワード2009』コミック部門第６位
- 『第3回 BLアワード2011』コミック部門第４位
- 『第4回 BLアワード2012』コミック部門第1位
- 『第6回 BLアワード2015』コミック部門第７位
- 『第7回 BLアワード2016』コミック部門第13位
- 『第8回 BLアワード2017』BESTシリーズ部門 第２位
- 『第10回 BLアワード2019』BESTシリーズ部門 第１位
- 『コミコミオブザイヤー2019』【憂鬱な朝 NOBLE COLORS】コミック部門第５位